# Пятенко, Владимир Николаевич
Влади́мир Никола́евич Пяте́нко (укр. Володимир Миколайович П'ятенко; род. 9 сентября 1974, Прокопьевск, Кемеровская область) — украинский футболист, защитник. Ныне — футбольный тренер.

## Карьера
Воспитанник крымского футбола. Первый тренер — С. Шаферов.
На клубном уровне начал играть ещё в советском чемпионате, в 16-летнем возрасте за «Океан» (Керчь). Затем был приглашён в главный клуб Крыма «Таврию» Симферополь.
После трёх сезонов в «Таврии» принял приглашение от донецкого «Шахтёра», в котором отыграл 28 матчей в дебютном сезоне. Затем из-за травмы потерял место в «основе» и стал преимущественно играть за вторую команду горняков.
В 1998 году перешёл в харьковский «Металлист». Через два сезона играл в донецком «Металлурге». Затем выступал за такие клубы как полтавская «Ворскла», СКА-Энергия из Хабаровска и «Нива» (Винница), в которой в 2005 году завершил игровую карьеру.

### В сборной
В 1994 и 1995 годах играл за молодёжную сборную Украины.

### Тренерская
С 2008 года (с перерывами) — тренер «Металлурга» из Донецка. 12 ноября 2010 года стал исполняющим обязанности главного тренера донецкого «Металлурга» после отставки Николая Костова. 3 мая 2011 года был вновь назначен исполняющим обязанности главного тренера «Металлурга» после отставки Андрея Гордеева. В середине января 2013 года возглавил ереванский «Бананц». С 12 января по 31 мая 2018 года являлся главным тренером «Оболонь-Бровара».
С 2021 года — главный тренер возрождённого женского клуба «Динамо» (Киев).

## Достижения

### В качестве игрока
- Чемпионат Украины по футболу
  - Серебряный призёр: 1997
  - Бронзовый призёр: 2002
- Кубок Украины по футболу
  - Обладатель: 1997

### В качестве тренера
- Кубок Украины по футболу
  - Финалист (1): 2012

## Личная жизнь
Женат, дочь.